# Жовті Води
Жо́вті Во́ди (до 1957 року — Жовта Ріка) — місто в Україні, центр Жовтоводської міської громади Кам'янського району Дніпропетровської області. Сьоме за чисельністю населення місто області, центр уранової промисловості України.

## Географія
Жовті Води розташовані на заході Дніпропетровської області на межі з Кіровоградською областю. Через місто протікає річка Жовта, вище за течією на відстані 0,5 км розташоване село Миролюбівка, нижче за течією на відстані 0,5 км розташоване село Мар'янівка.
фізико-географічна зона — Придніпровська височина. Висота над рівнем моря від 120 до 150 метрів. Біля берегів Жовтої знижується до 90-100 метрів, біля колишнього сірчано-кислотного заводу є підвищення, відоме під назвою гора Казакова (176 метрів над рівнем моря).
Відстань до Дніпра становить 136 км автошляхами E50 і Р74.

### Клімат
Клімат міста помірно-континентальний
| Температура                     | I    | II   | III | IV  | V    | VI   | VII  | VIII | IX   | X   | XI  | XII  | Jahr |
| ------------------------------- | ---- | ---- | --- | --- | ---- | ---- | ---- | ---- | ---- | --- | --- | ---- | ---- |
| Ø — Середня °C                  | −5,5 | −4,1 | 0,8 | 9,4 | 16,0 | 19,6 | 21,3 | 20,6 | 15,4 | 8,4 | 2,5 | −2,1 | 8,5  |
| Ø — Денна максимальна °C        | −2   | −1   | 4   | 13  | 21   | 24   | 25   | 25   | 20   | 12  | 4   | 0    | 12   |
| Ø — Нічна мінімальна °C         | −7   | −6   | −1  | 5   | 11   | 15   | 16   | 15   | 11   | 5   | 1   | −3   | 5    |
| Ø — Середня кількість опадів mm | 45   | 36   | 34  | 38  | 46   | 59   | 56   | 37   | 36   | 32  | 42  | 52   | 513  |
| Відносна вологість повітря %    | 86   | 84   | 81  | 68  | 62   | 64   | 64   | 61   | 66   | 76  | 86  | 89   | 74   |

## Історія

### Передісторія
В місті знаходиться курган скитського часу.
Долину річки Жовтої з її притоками, вербами, чагарниками очерету в старовину називали урочищем Жовті Води. Оскільки в деяких місцях річка омивала виходи залізної руди, і яскраво-жовта фарба — продукт окислення залізняку — потрапляла до річки, запорізькі козаки назвали річку Жовтою, а долину біля неї — Жовтими Водами. Ця місцевість відносилася до так званого Дикого поля.
Переправа на річці Жовтій називалася Жовтим Бродом. Тут стояли козацькі зимівники, укріплені для захисту від татар.
Вважається, що поблизу міста в урочищі Жовті Води 16 травня 1648 року відбулася битва українсько-татарського війська під керівництвом Богдана Хмельницького з військами Речі Посполитої під керівництвом Стефана Потоцького. Ця битва стала початком Українсько-польської війни 1648-57.

### Селище Жовта Ріка
Наприкінці 19 століття у басейні Жовтої були виявлені багаті поклади залізних руд. У 1895 році починається розробка рудника поблизу села Весело-Іванівка. Підприємець Львов та інженер Боруцький орендували у жителів цього села 870 десятин землі. Згодом цей рудник став власністю гірничопромислового товариства «Жовта Ріка». У 1898 році видобуток руди почався на Краснокутському кар'єрі, власником якого був катеринославський купець Копилов.
Поряд із цими рудниками виникло селище Жовта Ріка. На Весело-Іванівському руднику щороку видобували по 3,5 мільйона пудів залізної руди, на Краснокутському і Коломойцевському рудниках — по 2,5 мільйона пудів. Після завершення будівництва Катерининської залізниці від селища до залізничної станції Жовті Води (зараз — станція Жовті Води І) прокладено залізничну колію довжиною 10 верст. До того часу видобуту на рудниках руду гужовим транспортом доставляли на станцію Пічугине поблизу Кривого Рогу.
Кількість працюючих робітників на рудниках змінювалась у залежності від періоду зростання чи кризи у залізорудній промисловості загалом. Так, на руднику «Жовта Ріка» спочатку налічувалось близько 200 робітників, у 1901 році — 60, але вже у 1904 році — близько 1 000. У 1912 році через скорочення попиту на руду кількість працюючих зменшилась до 600, проте у 1913 році знову зросла і становила понад 1 000 працюючих. В основному тут працювали сезонні робітники, які приїжджали сюди з навколишніх губерній та довколишніх сіл.

Палац культури у Жовтих Водах, 1966 рік

Робітники проживали у земляних бараках, для кваліфікованих робітників та їх сімей було збудовано декілька кам'яних будинків. На рудниках був низький рівень безпеки праці, що спричиняло часті травми робітників.
Через погані житлові умови, небезпечні умови праці на рудниках «Жовта Ріка» загинув Маркус А.
У 1905 році відкрито рудничну початкову школу, у якій навчались діти службовців та деяких робітників заводу, а також заможних селян довколишніх сіл — Жовтого, Боголюбівки, Весело-Іванівки.
Протягом подій 1918—1920 років, рудники Жовтої Ріки не працювали. У 1920 році в селищі встановлено радянську владу. Відновлення роботи рудників розпочалося у 1924 році. Кар'єри усіх колишніх рудників були об'єднані в одне рудоуправління «Жовта Ріка».

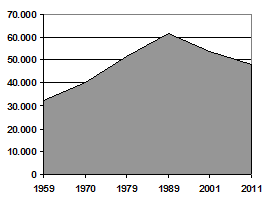
Чисельність населення

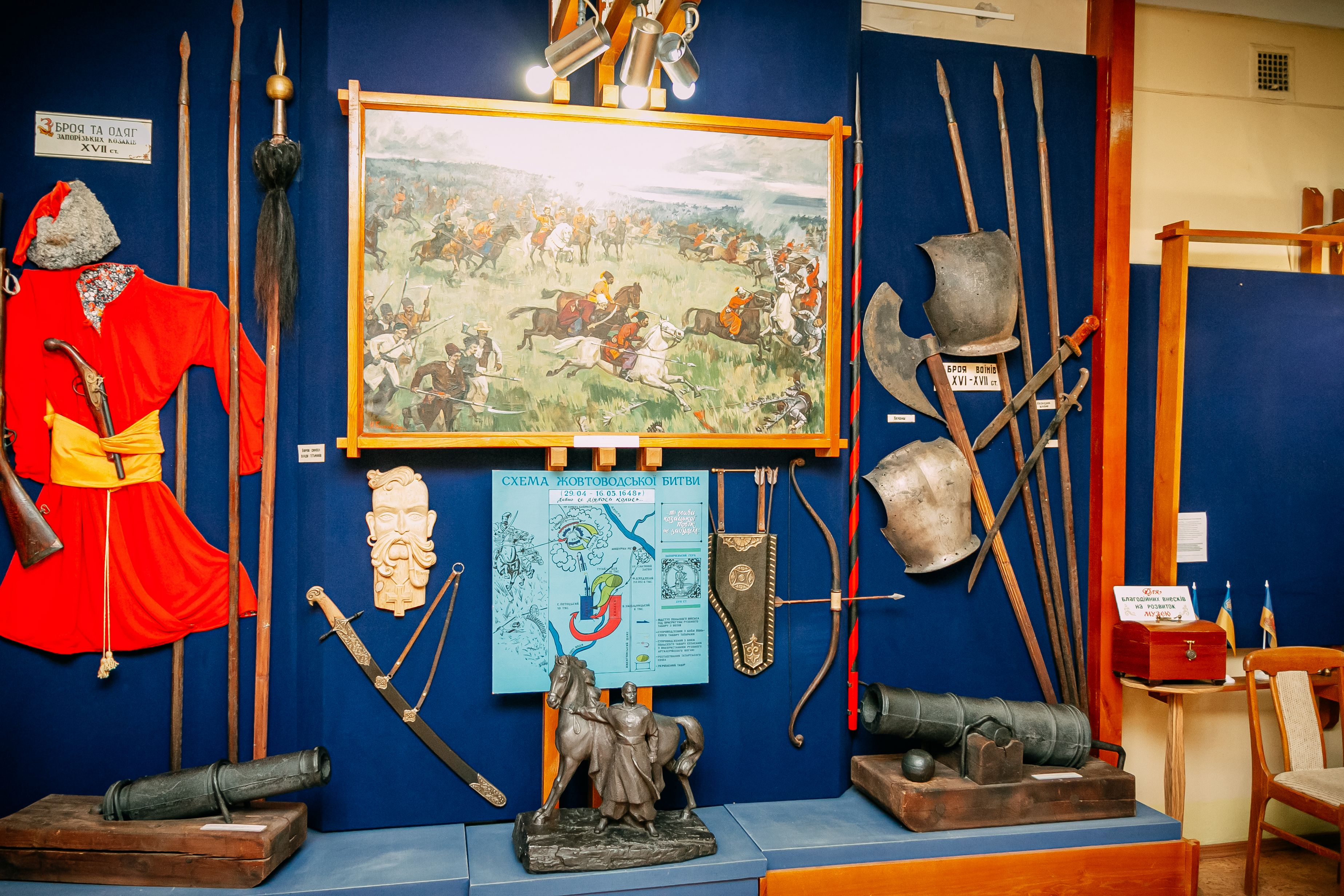
Музей. Битва під Жовтими Водами

Під час процесу індустріалізації у СРСР на руднику було збудовано механічну майстерню, паровозне депо, градирню, високовольтну лінію, дві електропідстанції, компресорну установку. У 1934 здана в експлуатацію нова шахта «Капітальна», одна з найбільших на той час у Кривбасі. Видобування руди зросло до 726 тисяч тонн у 1940 році.
У селищі було збудовано перші багатоповерхові будинки, у 1929 і 1932 роках відкрито дві лікарні. Діяло дві школи, клуб, бібліотека.
У часи Другої світової війни 13 серпня 1941 року Жовта Ріка окупована німецькими військами, звільнена від окупації радянськими військами 20 жовтня 1943 року.
У 1950 році на двох невеликих рудниках у покладах магнітного залізняка були знайдені промислові запаси уранових руд. У 1951 році для видобування уранової сировини у Жовтій Ріці створено Східний гірничо-збагачувальний комбінат.

### Місто Жовті Води
Указом Президії Верховної Ради УРСР від 22 травня 1957 року № 140/3 селище міського типу Жовта Ріка було перейменоване в місто Жовті Води з наданням статусу міста обласного підпорядкування Дніпропетровської області, а саме місто отримало статус закритого.
Населення 41,8 тисячі осіб (1967 рік), 55 тисяч осіб (1978 рік). 11 загальноосвітніх шкіл, лікарня, поліклініка.
У 1957 році було збудовано Палац культури за проєктом архітектора Александрова. Він не був масовим: в 1957–67 роках за ним спорудили всього пʼять будівель, дві з яких — в Україні (друга — палац Хіміків у Сєвєродонецьку 1967 року побудови). Будівля має багатий фасад: центральна частина оформлена восьмиколонним портиком з фронтоном, бічні крила — пілястрами, колонами маленького ордера та карнизом. Перед будівлею встановлені монументальні ліхтарі.
Варта уваги й будівля історичного музею ім. Пригожина (Свободи, 23). З моменту побудови у 1950-х тут розміщувалась вечірня школа, а з 1985 року — історичний музей, експозиція якого охоплює як історію міста, так і події битви 1648 року. Двоповерхова будівля виконана в стилістиці неокласицизму.
У 1988 році до 440-ї річниці битви під Жовтими Водами встановлено пам'ятник присвячений героям визвольної війни українського народу. Його встановлено в центральному парку міста, на вісі палацу культури. 
Памʼятник заввишки 11,5 метра зображає трьох вершників: Богдана Хмельницького, Максима Кривоноса та Івана Богуна. Автори памʼятника — київські скульптори Анатолій Білостоцький, Оксана Супрун, архітектор Василь Гнєзділов.
З 1963 року філіал Криворізького гірничорудного інституту.

## Населення

### Чисельність
Зірочками позначені дані переписів населення, без зірочок відомості Державного комітету статистики України.
| 1959*  | 1970   | 1979*  | 1989*  | 2001*  | 2007   | 2008   | 2009   | 2010   | 2011   | 2012   | 2013   | 2014   | 2016   | 2017   | 2022   |
| ------ | ------ | ------ | ------ | ------ | ------ | ------ | ------ | ------ | ------ | ------ | ------ | ------ | ------ | ------ | ------ |
| 32 406 | 40 334 | 51 653 | 61 690 | 53 582 | 49 814 | 49 338 | 48 792 | 48 427 | 48 032 | 47 689 | 47 509 | 47 284 | 46 200 | 46 192 | 42 052 |

### Національний склад
Розподіл населення за національністю за даними перепису 2001 року:
| Національність  | Відсоток |
| --------------- | -------- |
| українці        | 80,14%   |
| росіяни         | 16,66%   |
| білоруси        | 0,58%    |
| вірмени         | 0,23%    |
| молдовани       | 0,11%    |
| татари          | 0,11%    |
| інші/не вказали | 2,17%    |

### Мовний склад
Рідна мова населення за даними перепису 2001 року:
| Мова            | Чисельність, осіб | Відсоток |
| --------------- | ----------------- | -------- |
| Українська      | 43 477            | 76,89%   |
| Російська       | 11 906            | 21,06%   |
| Вірменська      | 71                | 0,13%    |
| Білоруська      | 70                | 0,12%    |
| Румунська       | 17                | 0,03%    |
| Ромська         | 4                 | 0,01%    |
| Інші/Не вказали | 997               | 1,76%    |
| Разом           | 56 542            | 100%     |

## Економіка
- Східний гірничо-збагачувальний комбінат — найбільший виробник природного урану в Європі.
- ВАТ «Південний радіозавод» ДАХК «Дніпропетровський машинобудівний завод» — спеціалізується на виготовленні радіоелектронної апаратури на базі однобічних багатошарових печатних плат. Тепер ліквідований та демонтований(знесені виробничі майданчики).
- ВАТ «Фабрика штучного хутра» — виробник штучного хутра та виробів з нього.
- ТОВ НПП «Тетра» — займається виробництвом приладів радіаційного контролю.
- ВАТ «Жовтоводський хлібозавод».
- ТОВ «Восток-руда» — добування залізної руди.
- ТОВ «Позитрон GmbH» — розробки і виробництва приладів і систем радіаційного й радіоекологічного контролю.
- ТОВ "КЕНЕРДЖІ ЕНТЕРПРАЙЗ ХОЛДІНГ" - автоматизація виробничих процесів, робототехніки та інженерія. Підприємство з найбільшим статутним капіталом в місті.

## Інфраструктура

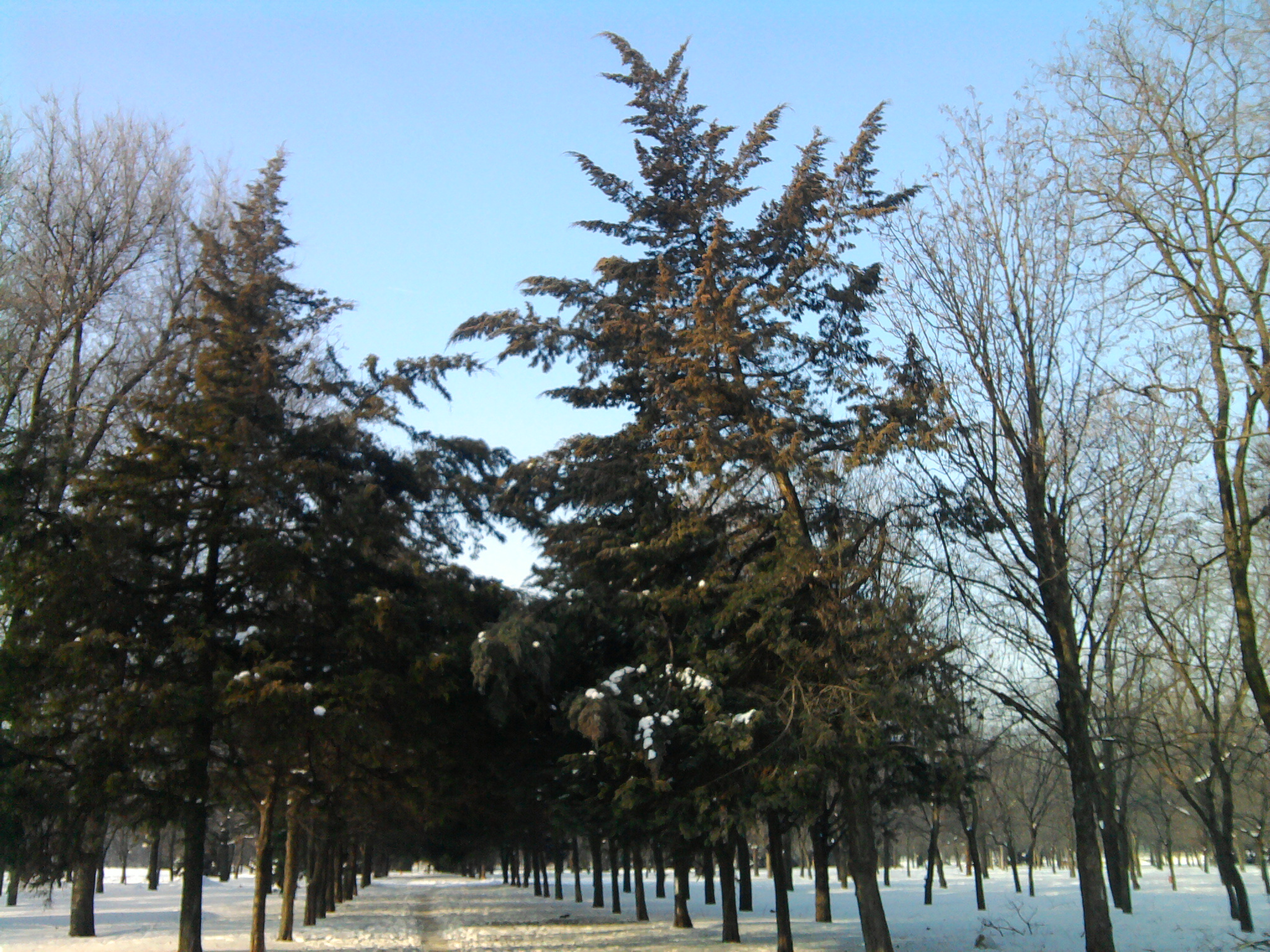
Алея в парку Слави

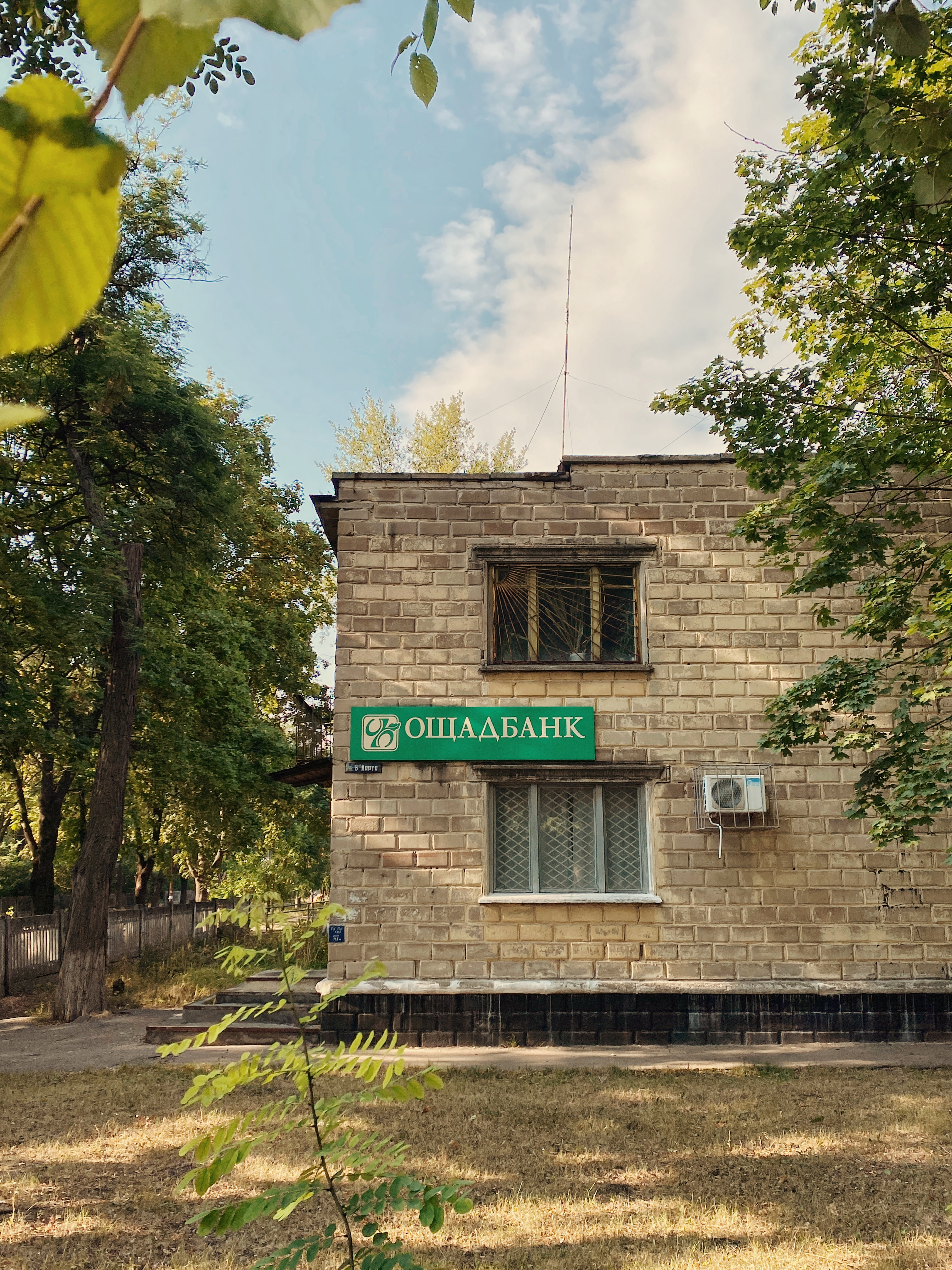
Ощадбанк на вулиці Ціолковського, 11

Для обслуговування населення в Жовтих Водах діє ряд комунальних підприємств: «Жовтоводськтепломережа», «Жовтоводський водоканал», Виробниче житлово-ремонтно-експлуатаційне об'єднання , "Жовтоводська міська лікарня". 
Відкрито відділення 5 банків, а саме: «ПриватБанк», «Ощадбанк», «Райффайзен Банк», «Укргазбанк», «Акордбанк».
В місті також працює близько 500 закладів торгівлі та сфери послуг.
В місті існує тільки один вид транспорту — автомобільний. 
Залізничну станцію «Жовті Води» (зараз — Жовті Води I) було відкрито ще у 1898 році. Але розташована вона не в самому місті, а в селі Мирне, яке розташоване за 10 км від міста. Ця станція, як і раніше, використовується суто для промислових вантажних перевезень, проте станом на 2025 рік там зупиняється серія приміських електропоїздів , які курсують в Кривий Ріг(Рокувата, Кривий Ріг - головний) та пасажирські спальні потяги - 76 "Криворіжжя" (Кривий Ріг - Київ) та 128 (Запоріжжя - Львів). 
Згодом на території промзони, тобто вже в межах міста, відкриють станцію «Жовті Води II» —  суто вантажну. Пасажирського сполучення вона не має. 
Як громадський транспорт активно використовуються автобуси(є сполучення з м. П'ятихатки, Кривий Ріг, Дніпро, Кременчук, Олександрія) , мікроавтобуси(приватні рейси до Києва та за кордоном) і таксі. 
Жовті Води — дуже зелене місто. Більша частина міста буквально розташована в лісі. Крім того, у місті є два парки — парк Слави та Дитячий парк. В даний час закладається ще один парк в новому районі міста(поблизу нового лікарняного містечка, по вул. Героїв Чорнобиля, кол. вул. Кропоткіна).  

## Освіта і наука
У Жовтих Водах міститься Український науково-дослідний та проєктно-пошуковий інститут промислової технології. Метою цього закладу є генеральне проєктування та проєктне супроводження об'єктів ядерно-паливного циклу, науково-дослідна та конструкторська діяльність у галузі проблем поводження з радіоактивними відходами атомної енергетики.
У Жовтих Водах діє вищий навчальний заклад III рівня акредитації — Інститут Підприємництва "Стратегія", який створено в лютому 1992 року на базі Південної філії Центрального інституту підвищення кваліфікації керуючих кадрів Міністерства середнього машинобудування. В даний момент не працює.
Також діють ВНЗ І рівня акредитації:
- Жовтоводське училище Криворізького державного педагогічного університету — готує вчителів початкових класів та вихователів дитячих садків;
- Жовтоводський промисловий коледж Дніпропетровського національного університету.
- Вище професійне училище № 70. З листопада 2011 р. ВПУ № 70 увійшло до складу «Західно-Дніпровський центр професійно-технічної освіти»  як корпус № 3.  [Архівовано 21 вересня 2013 у Wayback Machine.]

До мережі загальноосвітніх навчальних закладів Жовтих Вод входять природничо-науковий ліцей, гуманітарна гімназія з поглибленим вивченням іноземних мов, 7 середніх загальноосвітніх шкіл.
Також є центр дитячої творчості, дитячо-юнацька спортивна школа. 13 дитсадків.
У місті розташована Жовтоводська виправна колонія № 26 (закрита). 

## Культура
Головний культурний заклад Жовтих Вод — Центр народної творчості, культури й дозвілля (інша назва — Жовтоводський палац культури; колишня назва — Палац культури ім. Леніна). Заклад відкритий у 1957 році. В ньому діє 7 колективів художньої самодіяльності, що мають звання народних. Будівля центру споруджена за проєктом московського архітектора О. М. Александрова. У 1985 році віднесено до переліку архітектурних пам'ятників Дніпропетровщини.
Також у Жовтих Водах є міський музей ім. Юхима Пригожина, будинок культури «Родина», мережа бібліотек, музична школа, міський стадіон «Авангард».
Для відпочинку населення є два парки (парк «Слави» та дитячий парк).

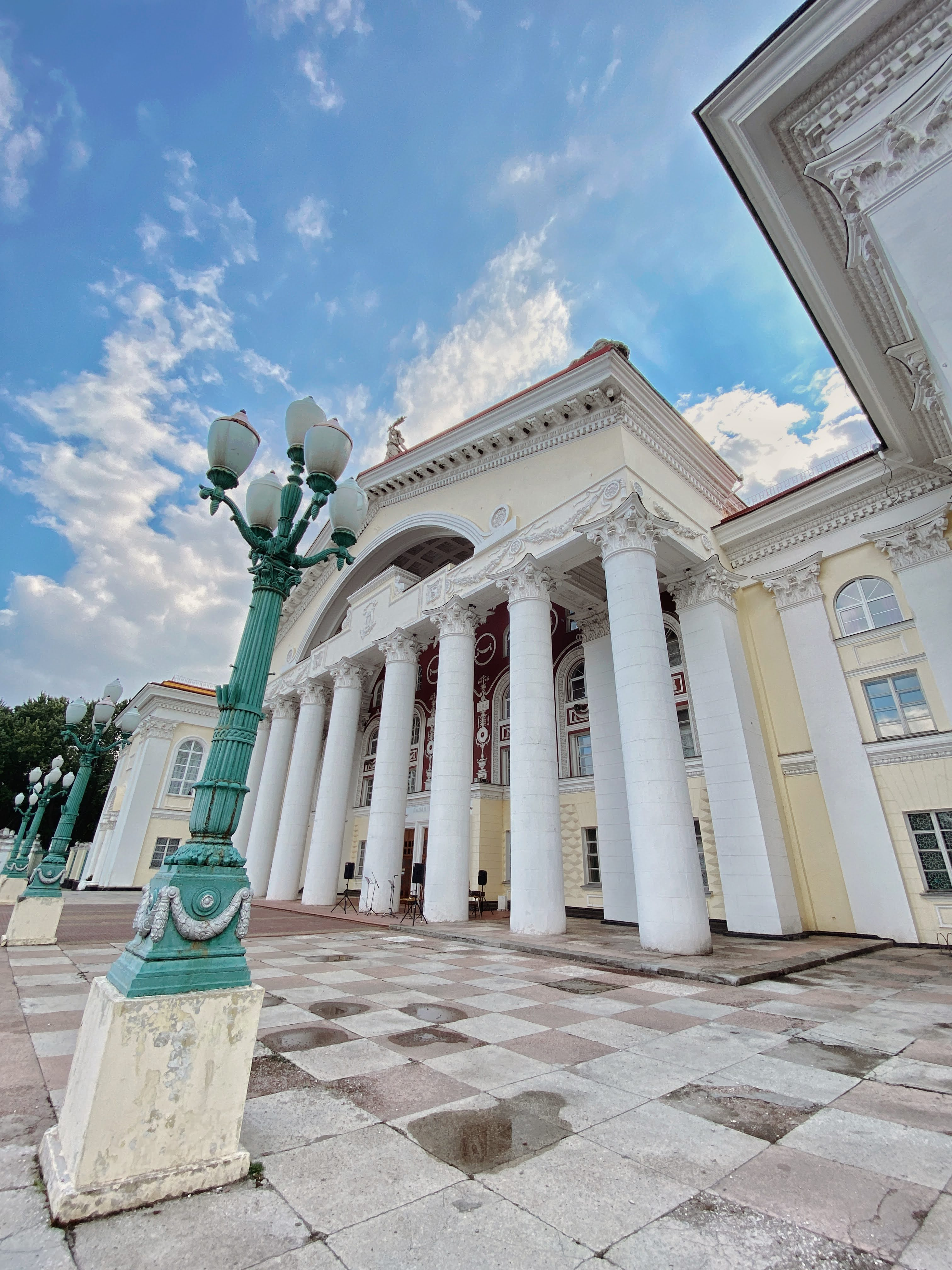
Палац Культури ДП СхідГЗК
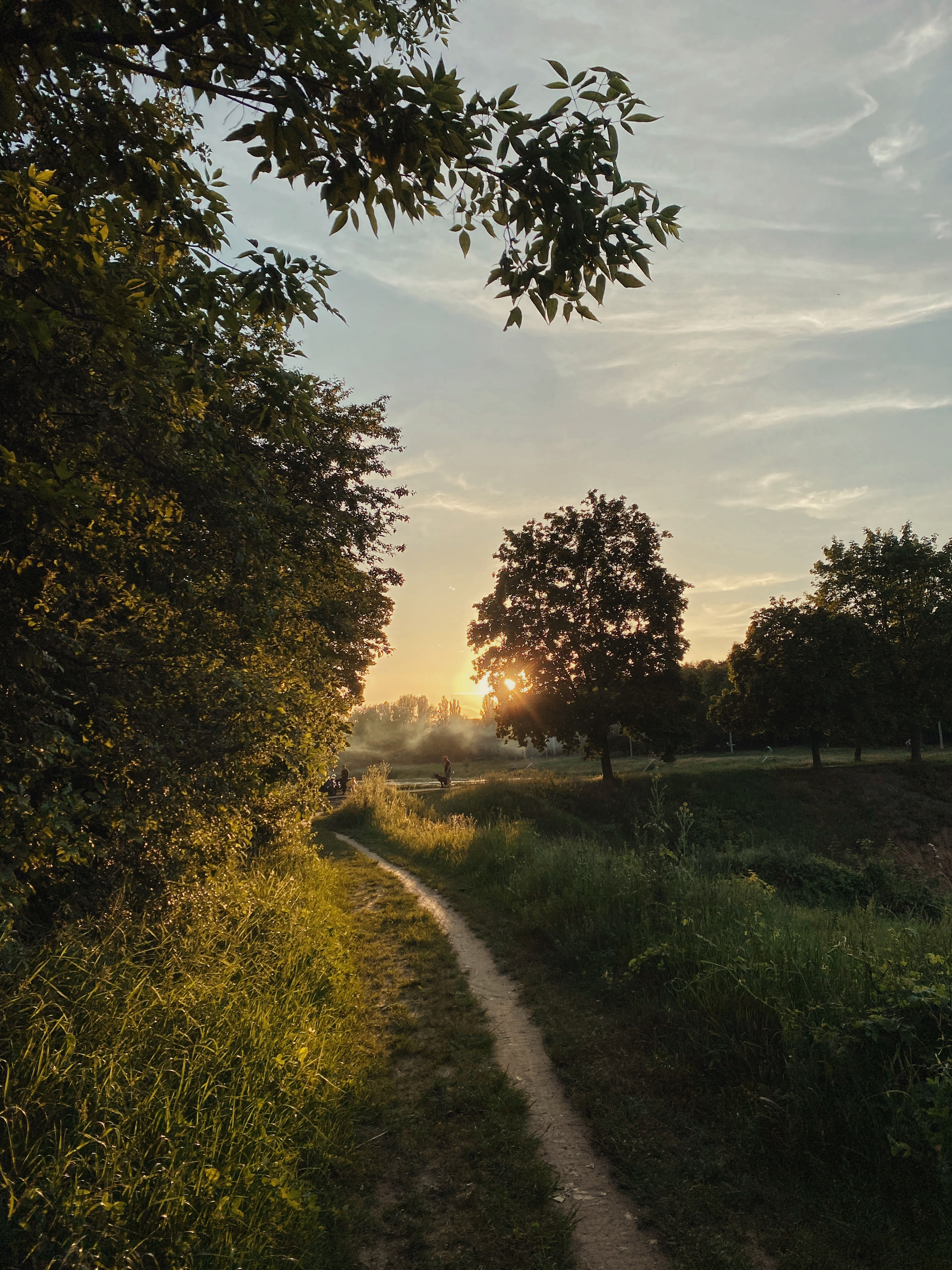
Дорога поруч з озером
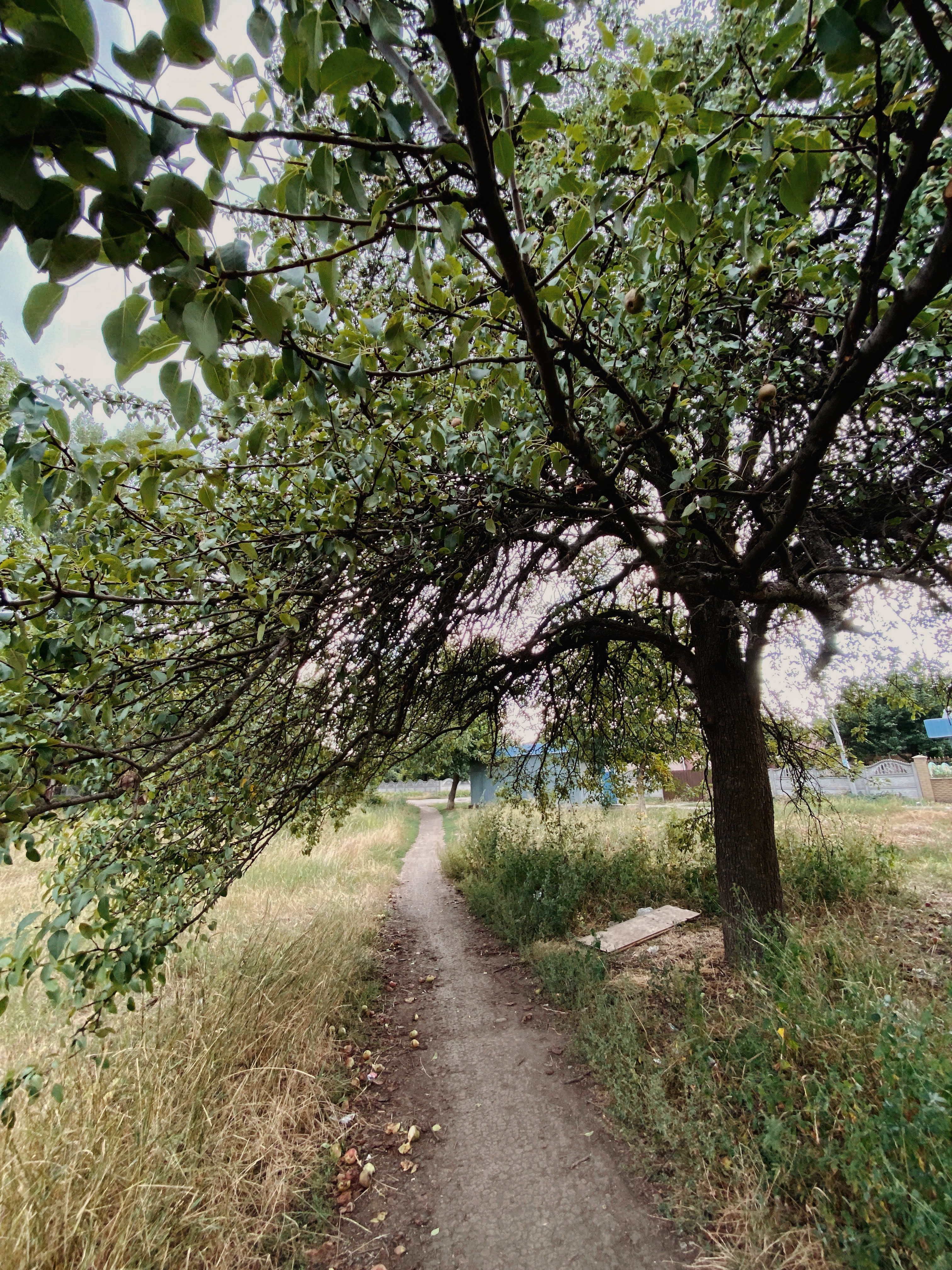
Дорога в приватному секторі

## Релігія
У місті Жовті Води розташовані наступні сакральні споруди релігійних громад:
- Храм Різдва Іоанна Хрестителя ПЦУ (вул. Ціолковського, 2-А);
- Храм Святого великомученика і цілителя Пантелеймона (вул. Лісова, 37);
- Свято-Троїцький храм (бульвар Свободи, 20);
- Церква Адвентистів сьомого дня (вул. Маяковського, 117);
- Церква "Живі Води" (вул. Івана Франка, 10);
- Зал Царства Свідків Єгови (вул. Івана Франка, 45).

## Засоби масової інформації
- Газета «Трудовая слава»
- Газета та телекомпанія «Жовті Води»
- Інтернет-газета «Имеется мнение» (на цей час не існує)
- Телекомпанія «Жовта Річка»

## Частини міста
Місто Жовті Води має прямокутне планування. Протяжність міста з півночі на південь — 2,4 км, із заходу на схід — 3,5 км (з передмістями 7,7 км з півночі на південь і 5,3 км із заходу на схід).
Фактично місто ділиться на 3 частини:
- Східна частина міста (Старе місто) — найстаріша. Вона збудована в 50-х — 60-х роках 20 століття. Тут розташовані палац культури, міський історичний музей, педагогічне училище, парк Слави, частина Дитячого парку.

- Середня частина — побудована в 70-80-ті роки 20 століття. Тут знаходиться центр міста. У середній частині міста розташовані будинок міської ради, інститут підприємництва «Стратегія», Жовтоводський промисловий коледж, Український науково-дослідний і проєктно-вишукувальний інститут промислової технології, дитяча музична школа, частина Дитячого парку.
- Західна частина — побудована наприкінці 80-х — 90-ті роки. Являє собою спальний район.

Біля міста є такі зони:
- Промислова зона примикає до міста з півночі. У промисловій зоні розташовано більшість промислових підприємств міста.
- Приміська зона примикає до міста зі сходу. У приміській зоні переважає приватний сектор. На території приміської зони протікає річка Жовта.

## Регіони-партнери
Регіон Гохтаунус, Німеччина

## Особистості

### Відомі уродженці
- Біреш Ілона Олександрівна — чемпіонка світу з сумо, майстер спорту міжнародного класу.
- Журавко Олексій Валерійович — народний депутат України 5-го і 6-го скликань.
- Кириченко Ілля Олександрович (1988—2017) — солдат Збройних сил України, учасник російсько-української війни.
- Кокіна Владилена Яківна (1926—2017) — українська бігунка-ветеран.
- Матлак Олег Сергійович (1987—2015) — старший солдат Збройних сил України, учасник російсько-української війни.
- Микитась Віктор Григорович (1946—2016) — почесний енергетик України, ліквідатор.
- Огнівець Інна Василівна — посол України в Словаччині (2005—2010).
- Соляр Катерина Валеріївна — українська журналістка, телеведуча, відеоблогер та радіоведуча.
- Федорченко Сергій Сергійович (1981—2015) — старший солдат Збройних сил України, учасник російсько-української війни.
- Шилов Сергій Васильович (1972—2015) — солдат Збройних сил України, учасник російсько-української війни.
- Циганок Інна Олегівна — українська тріатлоністка, майстер спорту міжнародного класу.
- Юхимець Ігор Миколайович (1959—2014) — старший лейтенант Збройних сил України, учасник російсько-української війни.
- Пошедін Максим Віталійович (1990—2014)  — рядовий міліції, Міністерство внутрішніх справ України, батальйон «Дніпро», учасник російсько-української війни. Лицар Ордена «За мужність».

### Почесні громадяни
- Коломоєць Василь Миколайович (1918—1986) — радянський військовик;
- Ламін Михайло Львович — радянський військовик;
- Мастаков Федір Микитович — гірник.
- Пригожин Юхим Ілліч —науковець, інженер, суспільний діяч.
- Сухий Володимир Гнатович — гірник.
- Трапенок Микола Михайлович (1929—2010) — гірник.

## Галерея

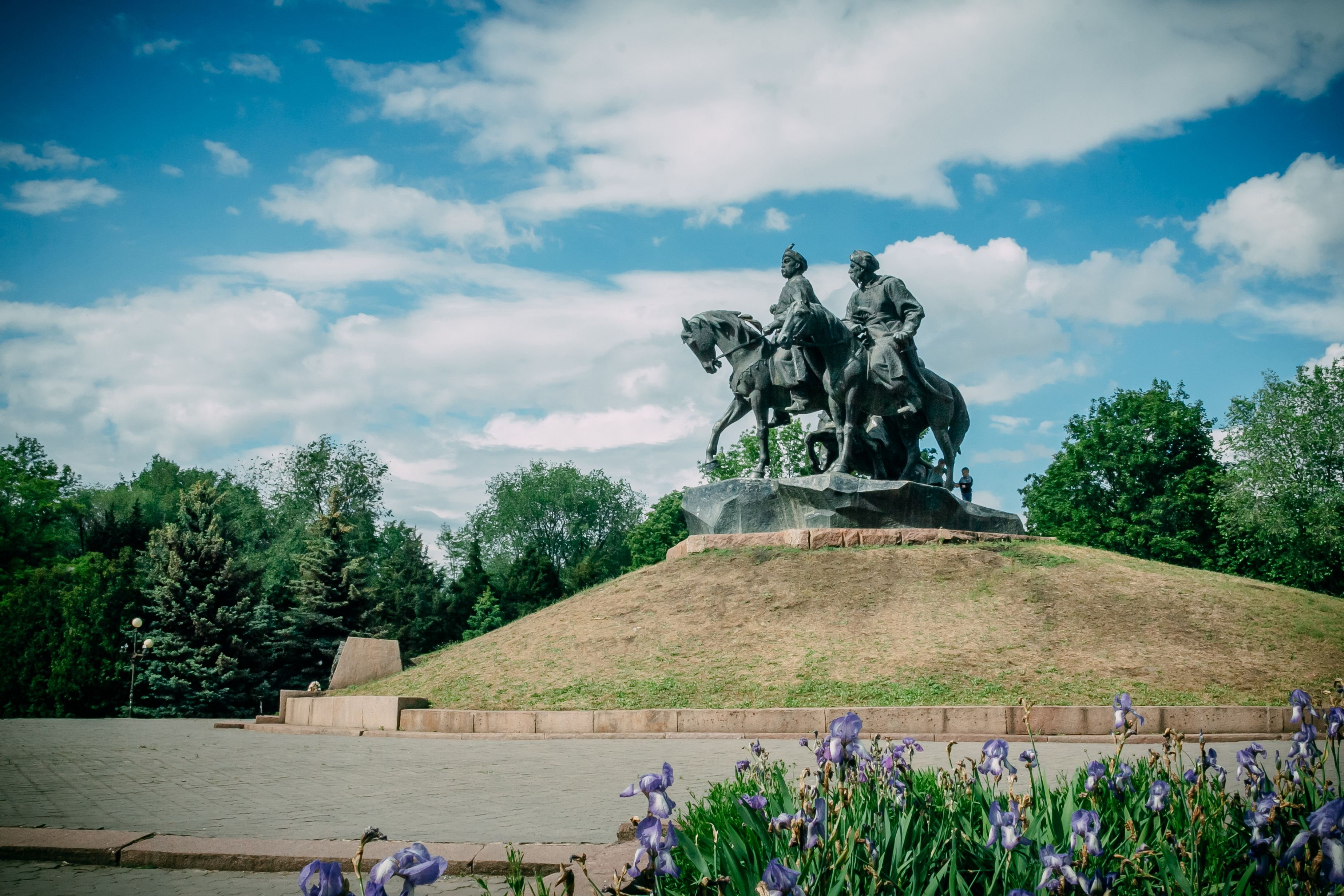
Пам'ятник «Героям визвольної війни українського народу 1648-1654 років»
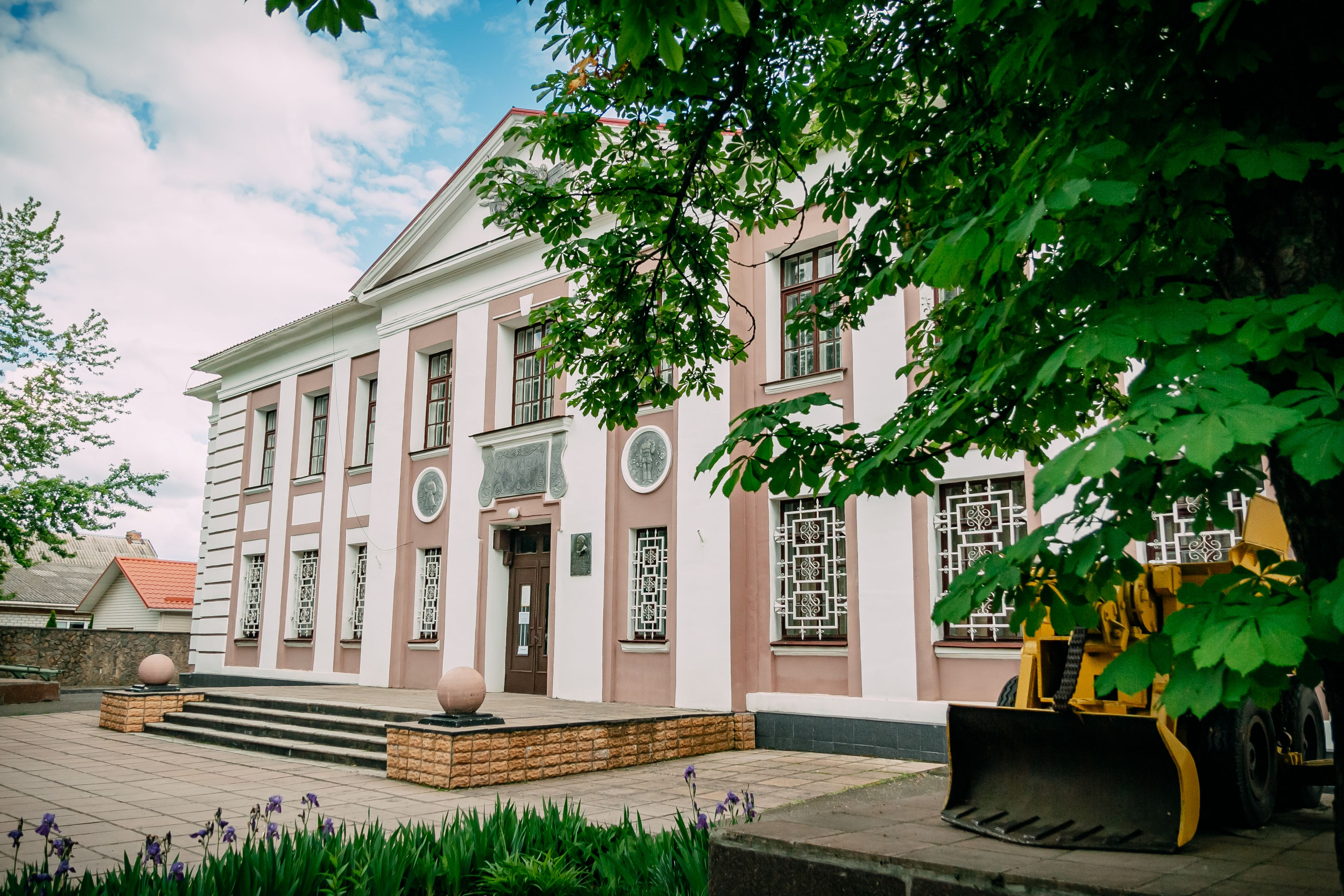
Музей імені Ю. Пригожина
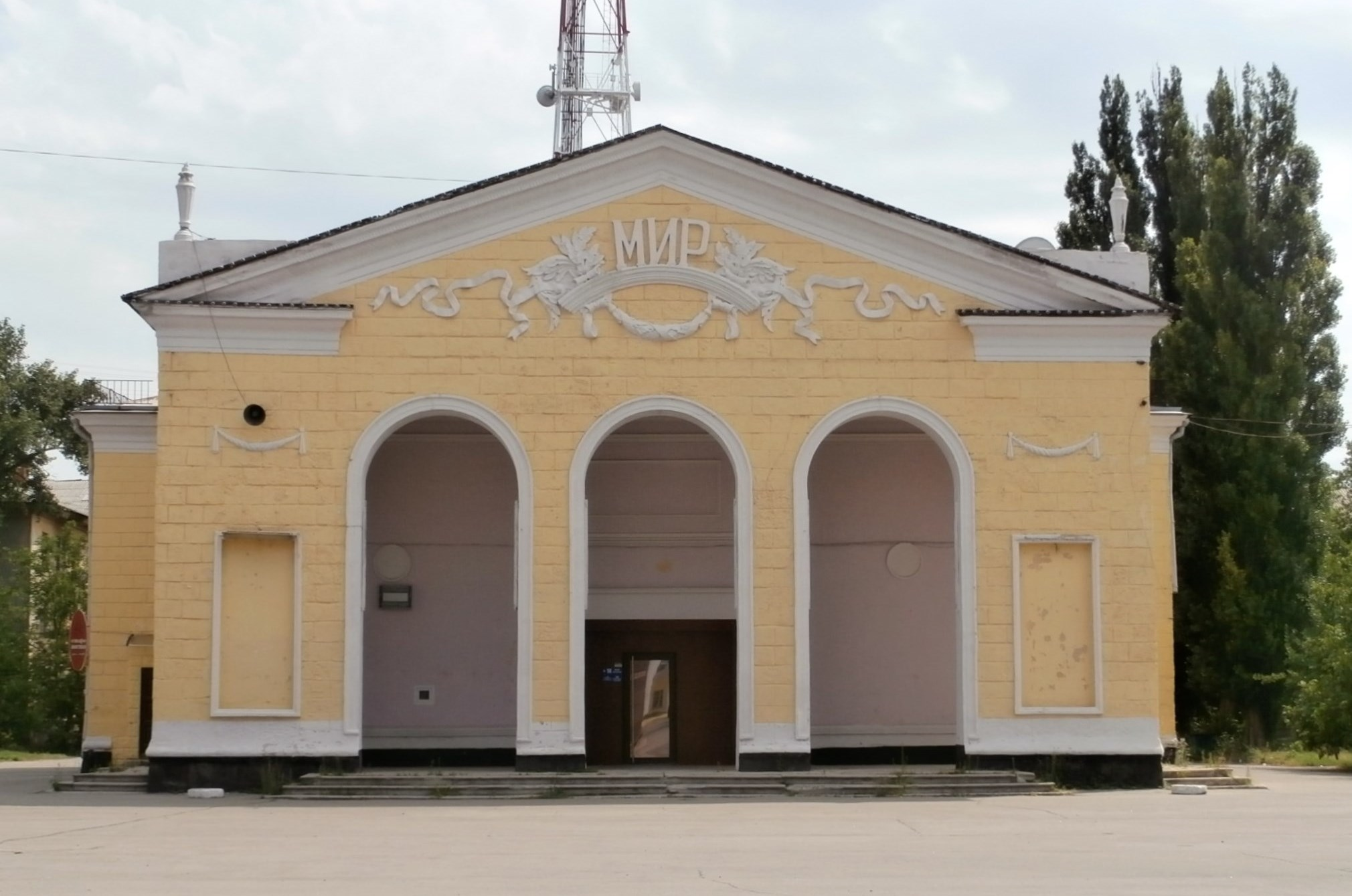
Кінотеатр «Мир», типовий проєкт 2-06-05
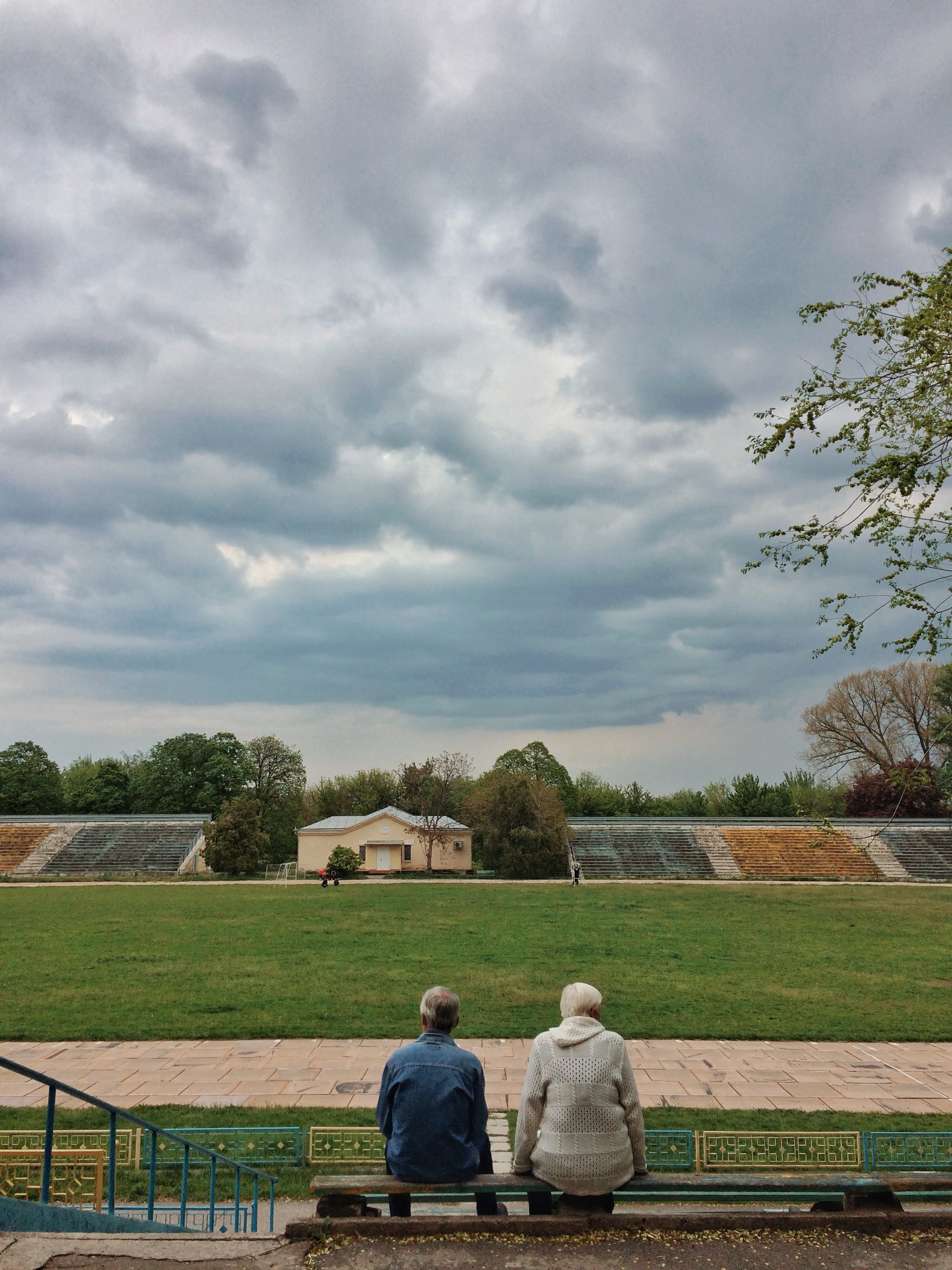
Стадіон "Авангард"
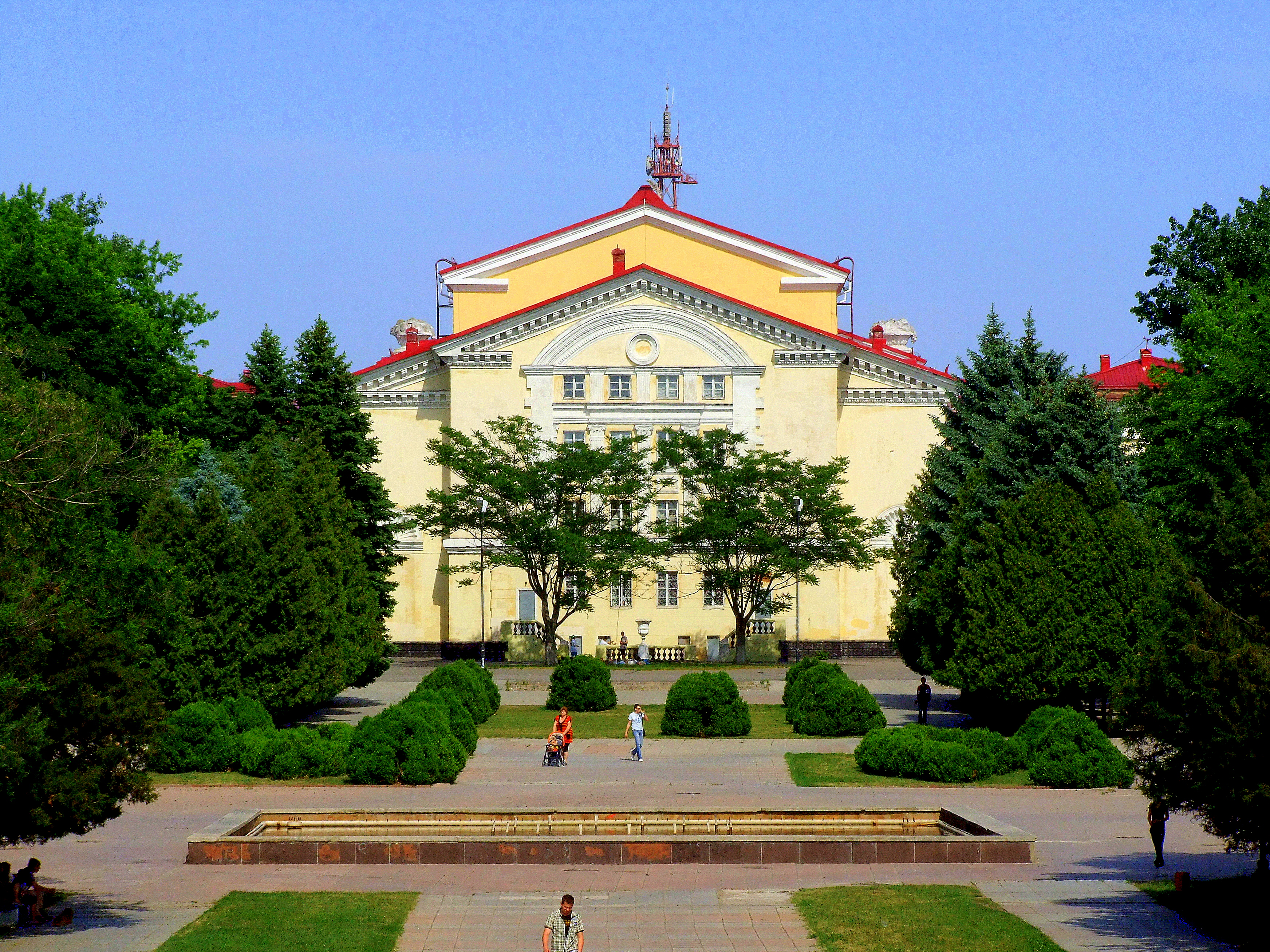
Парк Слави
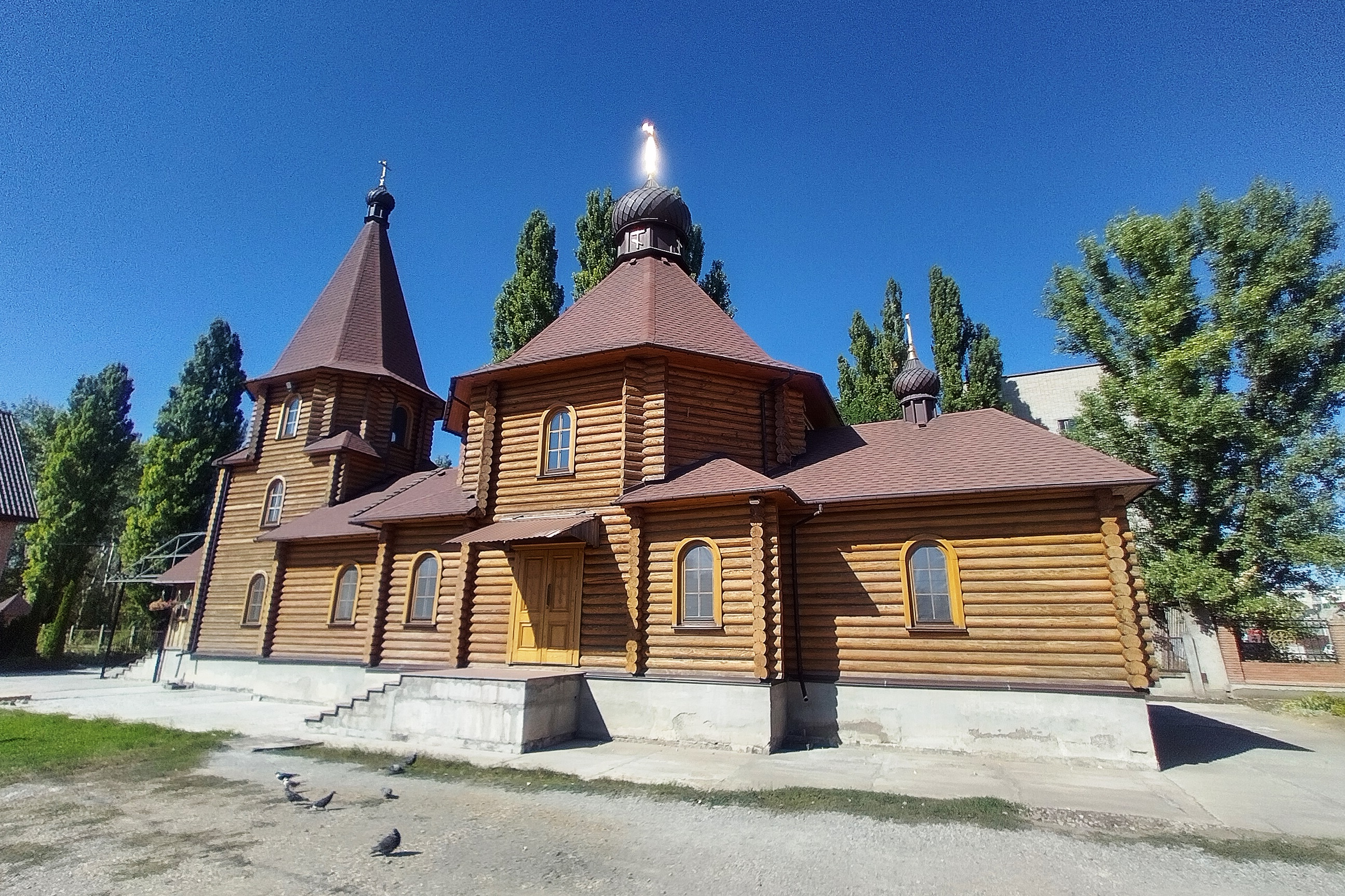
Храм Святих мучениць Віри, Надії, Любові та матері їх Софії
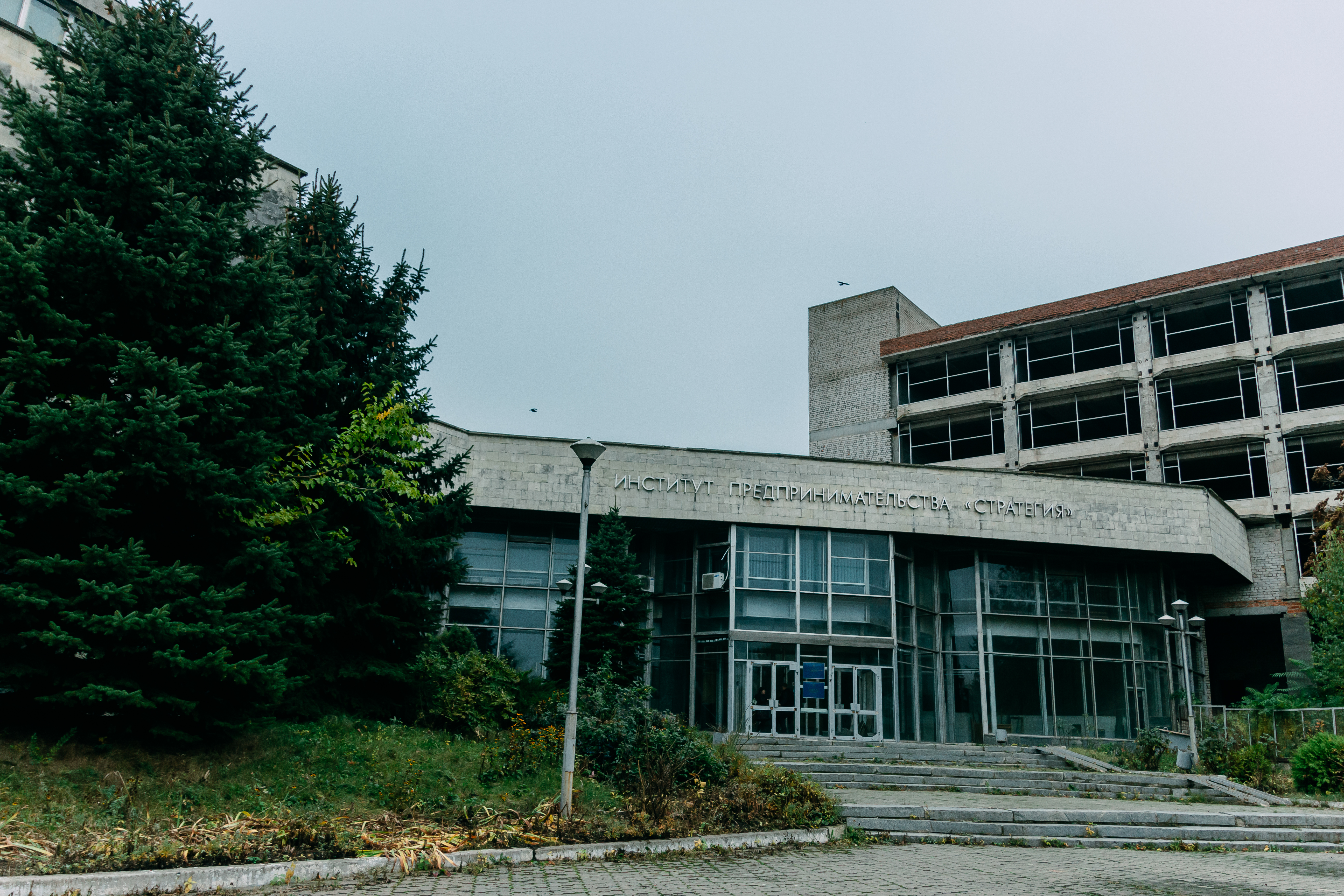
ІП "Стратегія"
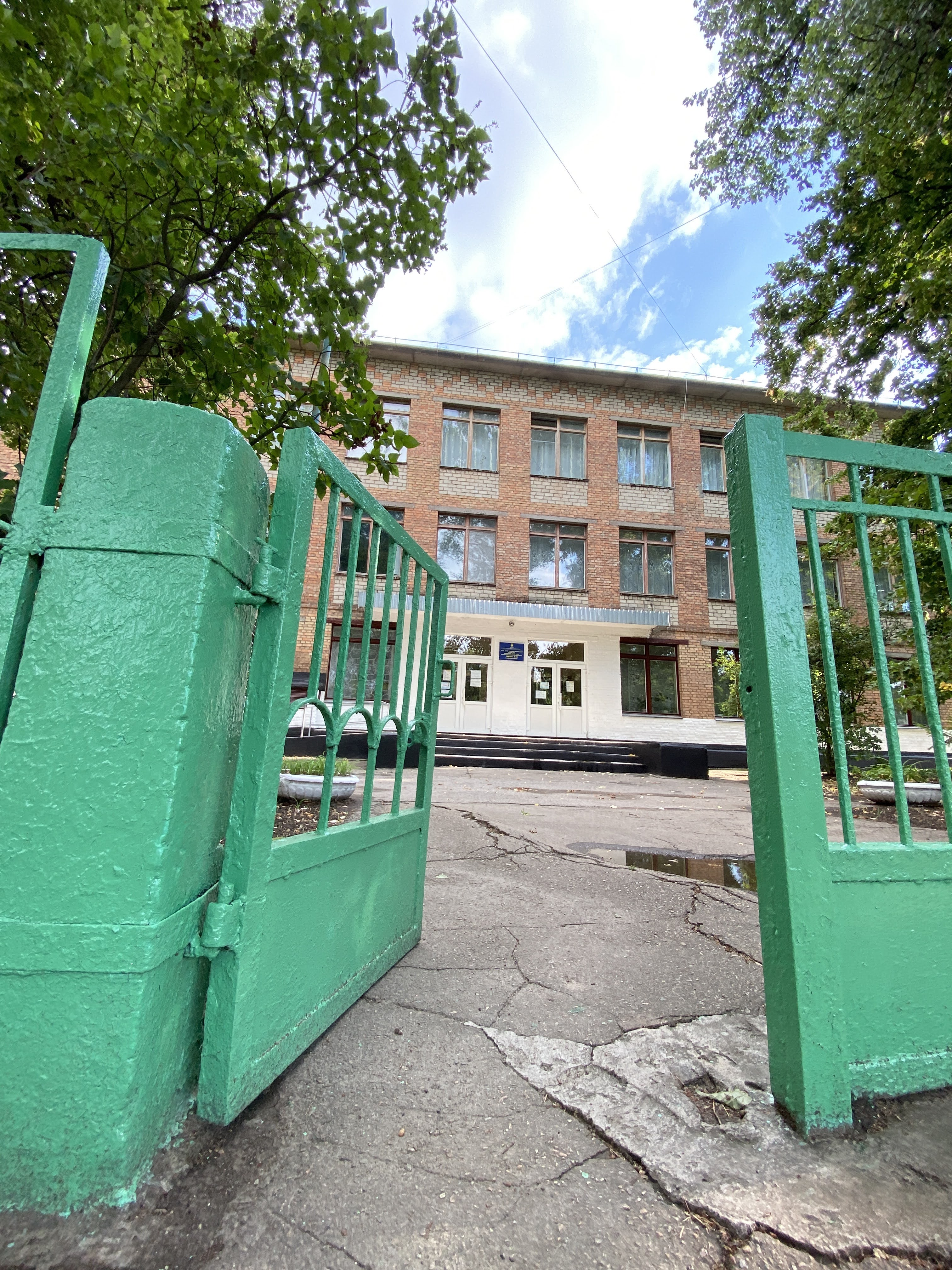
Середня школа І-ІІІ ступенів №10